# 一妻兩夫
《一妻兩夫》（英語：One Husband Too Many）是一部於1988年上映的香港電影，由寶禾電影有限公司製作，陳友擔任導演，洪金寶擔任監製，鍾鎮濤、鍾楚紅和陳友領銜主演的喜劇片。